# Dypsis utilis
Dypsis utilis – gatunek palmy z rzędu arekowców (Arecales). Występuje endemicznie na Madagaskarze, w prowincji Toamasina. Można go spotkać na zaledwie 2-5 stanowiskach.
Rośnie w bioklimacie wilgotnym. Występuje na wysokości 500–1000 m n.p.m.